# Al-Awamir
Al-Awamir (singular Amiri) són una tribu beduïna d'Aràbia dividida en tres grups:
- El grup d'al-Kaff al sud del Rub al-Khali i nord de l'Hadramaut
- El grup d'al-Zafra entre Qatar i Buraimi
- El grup d'Oman (ibadites, antics partidaris de l'imam d'Oman)

Els tres grups no tenen contactes entre ells. Les principals faccions, els Al Badr i els Al Lazz, estan representats als tres grups.